# 12688 Baekeland
12688 Baekeland (1988 CK4) là một tiểu hành tinh vành đai chính được phát hiện ngày 13 tháng 2 năm 1988 bởi E. W. Elst ở Đài thiên văn Nam Âu.